# Le avventure di Teddy Ruxpin
Le avventure di Teddy Ruxpin (The Adventures of Teddy Ruxpin) è una serie televisiva a cartoni animati prodotta da Dic Animation City e basata su Teddy Ruxpin, il pupazzo in animatronica prodotto dalla World of Wonders.

## Trama
La trama del cartone riprende in gran parte quella delle storie narrate dal pupazzo animato. Teddy e Grubby (un octopede gigante simile ad un millepiedi, anch'esso prodotto come pupazzo interattivo), trovata una misteriosa mappa, lasciano la città natale Rillonia per partire alla ricerca di un tesoro nel lontano paese di Grundo. Durante il viaggio incontrano un bizzarro inventore di nome Newton Gimmick, che mostra loro la sua nuova invenzione: l'aeronave, (un veliero sorretto da una mongolfiera). Gimmick però non è in grado di guidarla a dovere, e il veliero rimane impigliato in un albero. Nell'albero vive una folletta, che insegnerà a Gimmick come guidare al meglio la nave volante. La mappa del tesoro conduce i tre amici nella Città Introvabile, dove trovano sei Cristalli dagli immensi poteri. Le pietre magiche sono cercate anche dal "MAVO", un'associazione di malvagi che vuole usarle a scopi malefici. Teddy e Grubby diventano grandi amici dell'inventore, e rimangono a vivere assieme a Gimmick. Vicino alla casa di Gimmick abita il malvagio troll Tweeg (un mostro simile ad un'enorme lucertola con le orecchie appuntite) servito da una serie di mostriciattoli chiamati Bounders dotati esclusivamente di arti posteriori e con un minuscolo corno sulla testa. Tweeg tenterà spesso di mettere i bastoni tra le ruote al trio. Nel regno di Grundo, Teddy e i suoi amici incontreranno una serie di creature fatate, tra cui gli uccelli Fobs e Wooly Il Peloso, un essere che si scoprirà essere uno Snowzos, creature simili a yeti, ma di buon cuore. Inoltre, Teddy scopre strada facendo la storia della sua specie e il luogo in cui vive il suo padre scomparso.

## Personaggi

### Specie
Le avventure di Teddy Ruxpin mostrano una grande quantità di creature immaginarie:
- Illiops, marroni e a forma di orso, di animo buono. (a questa specie appartiene il protagonista Teddy)
- Ottopiedi, arancioni e simili ad un millepiedi a otto gambe; ne usa sei per camminare, e due come mani. (a questa specie appartiene Grubby)
- Perlunes, umani, in genere di natura professionale (scienziati, medici, maghi). (a questa specie appartiene Newton Gimmick)
- Illipers, esseri simili agli umani ma con enormi nasi, che vivono in una società di tipo medievale.
- Grunges, parenti degli illipers ma viventi nella giungla o sulla spiaggia, con antenne al posto delle orecchie.
- Fobs, piccoli pelosi uccelli multicolori simili a pinguini, usati talvolta come animaletti domestici.
- Elfi, piccoli umanoidi con orecchie e scarpe appuntite.
- Woodsprites, piccoli umanoidi dotati di ali. (a questa specie appartiene Leota)
- Snowzos, enormi, bianchi, pelosi e simili a yeti, appaiono più spaventosi di quel che meritano.
- Bounders, rossi, con un corno e della peluria gialla in testa, con la coda, muniti di due gambe ma privi di mani, di spirito sarcastico.
- Mudblups, grosse palle di fango, lente ma dotate di una forza prodigiosa. Sensibili alla luce, trascorrono la maggior parte della loro vita sottoterra.
- Troll, verdi, magri e con nasi a punta, per loro essere buoni significa essere cattivi. (a questa specie appartiene Tweeg)
- Gutangs, verdi e simili a scimmie, indossano un'armatura tribale e sono bellicosi.

### Personaggi principali
I tre protagonisti, che spesso si riferiscono a sé stessi come il Trio:
- Teddy Ruxpin, un giovane illiop il cui padre è scomparso quando era bambino. È generoso, amichevole e avventuroso.
- Grubby, un ottopiede coetaneo di Teddy. Sono grandi amici. Noto per il suo forte appetito, arrostisce radici. Non è molto coraggioso né molto furbo.
- Newton Gimmick (di solito chiamato semplicemente Gimmick), un inventore umanoide che si dedica di continuo ai suoi studi. È spesso distratto e stralunato.

I loro principali alleati includono:
- Principe Arin: il coraggioso figlio illiper del Re e della Regina di Grundo, vive nel castello di Grundo e parla con accento inglese. Incontra per la prima volta il trio mentre cerca sua sorella rapita.
- Principessa Aruzia: la giovane sorella del Principe Arin, che non disdegna il lavoro benché principessa. Wooly ha apparentemente una cotta per lei.
- Il Wooly Whatsit (di solito chiamato semplicemente Wooly; in inglese il suo secondo nome suona "Cos'è?"): una grande creatura pelosa di colore rosa, non molto intelligente ma assai generosa e di buon cuore. Rivela più tardi di essere uno snowzo.
- Leota: una piccola ma graziosa folletta dei boschi, che è anche una insegnante. La maggior parte dei suoi allievi sono elfi e folletti, ma anche Wooly entra a far parte della sua classe.
- Burl Ruxpin: il padre di Teddy, scomparso quando questi era ancora piccolo, è un illiop che ha perso la memoria molti anni prima, ma riacquista la sua identità verso la fine della serie.
- L.B.: il Leader dei Bounders. Lavora per Tweeg, e non perde mai l'occasione di fare qualche scherzo al suo capo. Nonostante lavori per il nemico del trio, LB instaurerà un'amicizia segreta con Teddy, e lo aiuterà in diverse occasioni.

## Doppiatori italiani
- Teddy Ruxpin - Aldo Stella
- Grubby - Antonello Governale
- Newton Gimmick - Enrico Carabelli
- Madre di Teddy - Caterina Rochira
- Tweeg - Giorgio Melazzi
- L.B. - Enrico Maggi
- Principe Arin - Gianfranco Gamba
- Wooly - Enrico Maggi
- Chef Grunges - Raffaele Farina
- Re Grunges - Giovanni Battezzato
- Mago - Raffaele Farina
- Capo Gutango - Enrico Carabelli
- Aruzia - Dania Cericola
- Chiocciola - Maurizio Scattorin
- Karin - Marcella Silvestri
- Farfalla - Adriana Libretti
- Iglid - Roberto Colombo
- Jinny - Patrizia Salmoiraghi
- Jodie - Dania Cericola
- Loui - Maurizio Scattorin
- Manfred - Gianfranco Gamba
- Anna Lee - Caterina Rochira
- Colmar - Dania Cericola
- Pif - Enrico Carabelli
- Giullare - Antonello Governale
- Re Nogburt - Riccardo Mantani
- Regina. - Lia Rho Barbieri
- Quellor. - Adolfo Fenoglio
- Consigliera di Quellor. - Marcella Silvestri
- Questo. - Riccardo Peroni
- Quella. - Adriana Libretti
- Altro. - Massimiliano Lotti
- Aurora. - Adriana Libretti
- Pappagallo. - Sergio Romanò
- Burl Ruxpin. - Riccardo Mantani
- Robul. - Massimiliano Lotti
- Ambasciatore. - Antonio Paiola
- Zenza. - Rossana Bassani
- Corvo. - Enrico Maggi

### Sigla italiana
La sigla italiana dal titolo Le avventure di Teddy Ruxpin è stata incisa da Cristina D'Avena.

## Episodi
| n° | Titolo originale                     | Titolo italiano                | Prima TV originale | Prima TV Italia |
| -- | ------------------------------------ | ------------------------------ | ------------------ | --------------- |
| 1  | The Treasure of Grundo               | Il tesoro di Grundo            | 24 dicembre 1986   |                 |
| 2  | Beware of the Mudblups               | Attenti ai Mudblups            | 25 dicembre 1986   |                 |
| 3  | The Guests of the Grunges            | Ospiti dai Grunges             | 26 dicembre 1986   |                 |
| 4  | The Fortress of the Wizard           | Nella fortezza del mago        | 27 dicembre 1986   |                 |
| 5  | Escape from the Treacherous Mountain | Fuga dalle Montagne Traditrici | 28 dicembre 1986   |                 |
| 6  | Take a Good Look                     | Guarda, guarda bene            | 31 dicembre 1986   |                 |
| 7  | Grubby's Romance                     | La favola di Grubby            | 1º gennaio 1987    |                 |
| 8  | Tweeg's Mom                          | La mamma di Tweeg              | 2 gennaio 1987     |                 |
| 9  | The Surf Grunges                     | I Grunges del surf             | 3 gennaio 1987     |                 |
| 10 | The New M.A.V.O. Member              | Il nuovo membro del M.A.V.O.   | 4 gennaio 1987     |                 |
| 11 | The Faded Fobs                       | I Fobs sbiaditi                | 7 gennaio 1987     |                 |
| 12 | The Medicine Wagon                   | Il carrozzone delle medicine   | 8 gennaio 1987     |                 |
| 13 | Tweeg Gets the Tweezles              | Tweeg prende il morbillo       | 9 gennaio 1987     |                 |
| 14 | The Lemonade Stand                   | Il chiosco di limonata         | 10 gennaio 1987    |                 |
| 15 | The Rainbow Mine                     | La grotta dell'arcobaleno      | 11 gennaio 1987    |                 |
| 16 | The Wooly What's-It                  | Che cos'è "Wooly"?             | 14 gennaio 1987    |                 |
| 17 | Sign of a Friend                     | Gesti d'amicizia               | 15 gennaio 1987    |                 |
| 18 | One More Spot                        | Ancora una macchia             | 16 gennaio 1987    |                 |
| 19 | Elves and Woodsprites                | Elfi e folletti                | 17 gennaio 1987    |                 |
| 20 | Grundo Graduation                    | Diploma a Grundo               | 18 gennaio 1987    |                 |
| 21 | Double Grubby                        | Il doppio Grubby               | 21 gennaio 1987    |                 |
| 22 | King Nogburt's Castle                | Il castello di Re Nogburt      | 22 gennaio 1987    |                 |
| 23 | The Day Teddy Met Grubby             | L'incontro tra Teddy e Grubby  | 23 gennaio 1987    |                 |
| 24 | Secret of the Illiops                | Il segreto degli Illiops       | 24 gennaio 1987    |                 |
| 25 | Through Tweeg's Fingers              | Il tesoro scomparso            | 25 gennaio 1987    |                 |
| 26 | Uncle Grubby                         | Lo zio Grubby                  | 28 gennaio 1987    |                 |
| 27 | The Crystal Book                     | Il libro dei cristalli         | 29 gennaio 1987    |                 |
| 28 | Teddy and the Mudblups               | Teddy e i Mudblups             | 30 gennaio 1987    |                 |
| 29 | Win One for the Twipper              | La scommessa del secolo        | 31 gennaio 1987    |                 |
| 30 | Tweeg Joins M.A.V.O.                 | Tweeg membro del M.A.V.O.      | 1º febbraio 1987   |                 |
| 31 | The Mushroom Forest                  | La foresta dei funghi          | 4 febbraio 1987    |                 |
| 32 | Anything in the Soup                 | I cosi                         | 5 febbraio 1987    |                 |
| 33 | Captured                             | La cattura                     | 6 febbraio 1987    |                 |
| 34 | To the Rescue                        | Operazione salvataggio         | 7 febbraio 1987    |                 |
| 35 | Escape from M.A.V.O.                 | Fuga dal M.AV.O.               | 8 febbraio 1987    |                 |
| 36 | Leekee Lake                          | Il Lago Leekee                 | 14 settembre 1987  |                 |
| 37 | The Third Crystal                    | Il terzo cristallo             | 15 settembre 1987  |                 |
| 38 | Up for Air                           | Sulle tracce dell'eremita      | 16 settembre 1987  |                 |
| 39 | The Black Box                        | La scatola nera                | 17 settembre 1987  |                 |
| 40 | The Hard to Find City                | La città introvabile           | 18 settembre 1987  |                 |
| 41 | Octopede Sailors                     | Marinai a ottopiedi            | 21 settembre 1987  |                 |
| 42 | Tweeg the Vegetable                  | Tweeg il vegetale              | 22 settembre 1987  |                 |
| 43 | Wizardland                           | La terra del mago              | 23 settembre 1987  |                 |
| 44 | The Ying Zoo                         | Lo zoo di Ying                 | 24 settembre 1987  |                 |
| 45 | The Big Escape                       | La grande fuga                 | 25 settembre 1987  |                 |
| 46 | Teddy Ruxpin's Birthday              | Il compleanno di Teddy         | 28 settembre 1987  |                 |
| 47 | Wizard Week                          | La settimana del mago          | 29 settembre 1987  |                 |
| 48 | Air and Water Races                  | Acqua e aria                   | 30 settembre 1987  |                 |
| 49 | The Great Grundo Ground Race         | La grande corsa                | 1º ottobre 1987    |                 |
| 50 | A Race to the Finish                 | I vincitori                    | 2 ottobre 1987     |                 |
| 51 | Autumn Adventure                     | Avventura d'autunno            | 5 ottobre 1987     |                 |
| 52 | Gimmick's Gizmos and Gadgets         | Le invenzioni di Gimmick       | 6 ottobre 1987     |                 |
| 53 | Harvest Feast                        | La festa del raccolto          | 7 ottobre 1987     |                 |
| 54 | Wooly and the Giant Snowzos          | La bufera di neve              | 26 novembre 1987   |                 |
| 55 | The Winter Adventure                 | Avventura d'inverno            | 27 novembre 1987   |                 |
| 56 | Teddy's Quest                        | La ricerca di Teddy            | 30 novembre 1987   |                 |
| 57 | Thin Ice                             | Ghiaccio sottile               | 1º dicembre 1987   |                 |
| 58 | Fugitives                            | Fuggiaschi                     | 2 dicembre 1987    |                 |
| 59 | Musical Oppressors                   | Oppressori musicali            | 3 dicembre 1987    |                 |
| 60 | M.A.V.O. Costume Ball                | Il ballo in costume            | 4 dicembre 1987    |                 |
| 61 | Father's Day                         | Il papà di Teddy               | 7 dicembre 1987    |                 |
| 62 | The Journey Home                     | Ritorno a casa                 | 8 dicembre 1987    |                 |
| 63 | On the Beaches                       | Sulla spiaggia                 | 9 dicembre 1987    |                 |
| 64 | L.B.'s Wedding                       | Il matrimonio di L.B.          | 10 dicembre 1987   |                 |
| 65 | The Mystery Unravels                 | Il mistero svelato             | 11 dicembre 1987   |                 |